# NC-17电影列表
本条目是被评为NC-17、被评为NC-17的X级影片的电影的列表。

## 电影列表
- 100 Tears（2007）因极端恐怖暴力被评为NC-17级[1]
- 发条橙子（1971）原始版本因为色情内容被评为X级。库布里克后来发布了一个为R级的剪辑版，虽然原始版本现已重新评为R级。
- Anatomy of Hell（2004）
- 一千零一夜（1974）1979年评为X级，评级符号变更后在1990年被评为NC-17。
- The Barcelona Erotic Film Festival（1999） 因色情内容被评为NC-17
- The Beautiful Risk（2013）原本因为强烈的性场景被评为NC-17，后来以未评级发布
- Beyond the Valley of the Dolls（1970）原本评为X级，评级符号变更后于1990年被评为NC-17。
- Bizarre（1991）被评为NC-17。
- Blonde Emmanuelle in 3-D（1977）1990年被评为NC-17。
- 金髮夢露（2022） 因色情、性暴力、恐怖内容被评为NC-17，是爲首部由串流媒體發行的NC-17電影。
- 阿黛尔的生活（2013）因为色情内容被评为NC-17。[2]
- Bully（2001）电影院上映为NC-17，录像带发布因为暴力，色情内容，使用毒品和语言被评为R级
- 坎特伯雷故事集 (1972年电影)（1972）最初在1979年评为X级，评级符号变更后在1991年评为NC-17。
- Centrespread（1981）1990年评为NC-17
- The Cook, the Thief, His Wife & Her Lover（1989）原始版本评为X评级并在VHS发行，然后以NC-17评级在DVD发行。修改后版本以R级在VHS发行。
- Comfortably Numb（1995）因毒品使用和一些明显的性场景被评为NC-17。
- Dice Rules（1991）被评为NC-17。
- The Dolls（1991）被评为NC-17。
- Easier with Practice（2010）明显的性对话。评级投降。[3][來源請求]
- El Infierno（2011）一些暴力和色情内容被评为NC-17。[4]
- Elles（2011）本来以“色情内容”评为NC-17，评级投降后在DVD发行。
- Emmanuelle: The Joys of a Woman（1975）最初在1976评为X级，评级符号变更后于1991年评为NC-17。
- 屍變（1981）最初因为大量恐怖暴力和血腥评为X。评级投降。
- 鬼玩人（1987）最初评为X级，以未评级发布。[5]
- Fantasies（1989）
- Female Trouble（1974）原本评为X级，在1991年评为NC-17，在1991年因明显的性和裸体重新评价NC-17[6][來源請求]
- Frontier(s)（2007）极端虐待暴力和血腥。[7][來源請求]
- Games of Love（1991）被评为NC-17级。
- Gettin' Even（2005）因为色情内容。
- Glam（2001 (1998年评级)因为性行为和一些性对话被评为NC-17。
- La Grande Bouffe（1973）最初评为X级，评级符号变更后于1998年的一些明显的性行为被评为NC-17。
- Gutterballs（2009）rating surrendered.
- Happiness（1999）rating surrendered
- Hell's Belles（1997）因为性和裸体被评为NC-17。
- Henry: Portrait of a Serial Killer（1986）1988年被评为X级。[8]在1990rating surrendered。
- Henry & June（1990）被评为NC-17。
- The Hottest Bid（1995）强烈的性场景被评为NC-17[9]。
- 感官世界 (Ai no corrida)（1976）
- Inserts（1975）原本评为X级，评级符号变更后在1996年因性被评为NC-17级[10]
- Intent to Kill（1993 (1992年评级)）因极端暴力被评为NC-17级。[11]
- Kids（1995）性行为和青少年吸毒,以及残酷殴打被评为NC-17。[12]
- Kika（1993）rating surrendered
- Last Tango in Paris (Ultimo tango a Parigi)（1972）起初在1973年被评为X级。剪辑后的版本在1981年评为R级，剪辑后的版本在1982年被评为X级，评级符号变更后在1997年对因一些色情内容被为NC-17[13]。[來源請求]
- La ley del deseo (Law of Desire)（1987）起初在1987年被评为X级，重新评估后因色情内容被评为NC-17。
- The Loves of Lady Chatterly（1992）明显的性行为场面。
- Lucky Bastard（2013）因色情内容被评为NC-17。[2]
- Marie and Jack: A Hardcore Love Story（2002 (2007年评级)）因明显的性被评为NC-17[1]
- Marriage 2.0（2015）因色情内容被评为NC-17
- Man Bites Dog (C'est arrivé près de chez vous)（1992 (1993年评级)）强暴力被评为NC-17。[14][來源請求]
- Matador（1986 (2005年评级) ）因异常性行为包括暴力被评为NC-17。
- Midnight Woman（1990）被评为NC-17。
- Modern Love（1991年评级）被评为NC-17。
- Murder-Set-Pieces（2004）NC-17评级院线版为105分钟，91分钟的导演剪辑版和83分钟删减版因恐怖暴力血腥，令人不安的画面，强烈的性和裸体以及相关语言被评为R级。
- Myriam（1991年评级）被评为NC-17。
- Mysterious Skin（2004 [15]） (rating surrendered)
- Nothin' Goes Right（1988）在1989被评定为X级。评级符号变更于1991年被评为NC-17。[16]
- The Night Buffalo（2007）“因某些性欲”被评为NC-17。[17]
- 性愛成癮的女人（2013 (2014年评级) ）(rating surrendered)本来评为NC-17，评级发布前(rating surrendered)[18]正式改為未分級
- Orgazmo（1997）因明显的性爱内容和对话被评为NC-17。未分级版也有发布[16]
- Peepshow（1990）被评为NC-17。
- Paris, France（1994）因色情内容被评为NC-17。[19][來源請求]
- 鬼追人（1977）因暴力和男人小便的场景。
- 鬼追人2（1988）因暴力和血腥。
- 粉红色火烈鸟（1972）1997年重新评级因变态被评为NC-17。
- Play Thing（1990）被评为NC-17。
- Radio Active（1990）被评为NC-17。
- Romantic Memoirs (Baksmälla)（1973 (1990年评级)）
- The Secret Sex Lives of Romeo and Juliet（1970 (1990年评级) (rating surrendered)）
- Secretaries（2006）因性和裸体被评为NC-17。
- The Shadowed Mind（1991年评级）被评为NC-17。
- 羞耻（2011）一些色情内容被评为NC-17。[4]
- Softly from Paris: Series I（1990）被评为NC-17。
- Softly from Paris: Series II（1990）被评为NC-17。
- Softly from Paris: Series III（1990）被评为NC-17。
- Softly from Paris: Series IV（1990）被评为NC-17。
- Softly from Paris: Series V（1990）被评为NC-17。
- Story of O (Histoire d'O)（1975）原本评为X级;在2002年因色情内容被评为NC-17。
- Swearnet: The Movie（2014）因一些色情内容，裸露和语言被评为NC-17。[20]
- Texas Chainsaw 3D （2013(未剪辑版本未评级)）当送到了MPAA时因极端血腥不得不剪辑。
- The Texas Chainsaw Massacre 2（1986）原本评为X级（rating surrendered），在2000年DVD发行重新评为R级。家庭录像版本发布未评级。
- The Gore Gore Girls（1972 (1990年评级) ）因暴力画面，恶语，和明确的性被评为NC-17。
- 影片未分级（2006 (粗剪) (最终剪辑没有评级)）因一些色情内容被评为NC-17，从第一次提交进行修改的最终版本不再承载NC-17。
- Tie Me Up! Tie Me Down! (¡Átame!)（1990）原本评为X级（rating surrendered），DVD发行被评为NC-17。
- Tokyo Decadence (Topâzu)（1992）因强有力的、明确的、施虐受虐狂性行为。
- Tower of Terror（1992）极端恐怖暴力。
- Tropic of Cancer（1970）原本评为X级，在1992年重新因有较强的语言与性的对话被评为NC-17。
- Urotsukidoji: Legend of the Overfiend （1993）由于性行为、强奸、暴力、亵渎被评为NC-17。
- Where the Truth Lies（2005）因性。
- WVAG in New York City（2001）因性短片被评为NC-17。
- 你他媽的也是（2001）原本评定为NC-17，但是以未评级发布。[21]
- You So Crazy（1994）由塞缪尔·戈尔德温公司进行未评级发布。[22]
- 疤面煞星（1983） 由布莱恩 德 帕尔玛导演 因过于的粗口以及对毒品的清楚描绘被评为X级 后来被评为R级